# Lego Pirates of the Caribbean: The Video Game
Lego Pirates of the Caribbean: The Video Game — компьютерная игра, основанная на серии игрушек Lego по мотивам серии фильмов «Пираты Карибского моря». Так как игра планировалась к выходу одновременно с началом проката четвёртого фильма серии, «Пираты Карибского моря: На странных берегах», то в ней присутствуют и новые элементы.

## История разработки
В ноябре 2010 года было объявлено о том, что Traveller's Tales занимается разработкой игры Lego Pirates of the Caribbean: The Video Game в версиях для Mac OS, Microsoft Windows, Xbox 360, Wii, PlayStation 3, PlayStation Portable, Nintendo DS и iOS. 31 января 2011 года Disney Interactive Studios опубликовала первый тизер проекта.

## Игровой процесс
Игра предложит игрокам более 20 знакомых локаций, более 70 играбельных персонажей и сюжетные сцены, взятые из следующих фильмов: Пираты Карибского моря: Проклятие «Чёрной жемчужины», Пираты Карибского моря: Сундук мертвеца, Пираты Карибского моря: На краю Света и Пираты Карибского моря: На странных берегах. Начинается игра в 1 главе 1 фильма «Порт-Рояль». После 1 главы можно попасть в порт или продолжить проходить игру. В порту можно: выбирать фильм и главу для прохождения, купить персонажа, купить новые бонусы и просмотреть сцены из глав. По мере прохождения будут открываться различные персонажи, имеющие различные особенности. Например, компас Джека поможет разыскать разные вещи, коротышки могут пролезать в лазы, дамы высоко прыгать, а с помощью молотка можно ремонтировать. В отличие от Lego Star Wars: The Complete Saga в игре имеются все эпизоды из фильма.

## Локации
Центральная локация в игре — Порт Рояль. В него персонаж попадает при запуске игры или после окончания уровня. Иногда там появляются персонажи, которых можно купить. Джек может находить в нём очень много полезных вещей: бомбы, золотые проклятые монеты, морковь, бананы, лопату, красную шляпу, пистолет и т. д. Рядом с портом есть берег, на котором находятся осёл и гигантские крабы. Осла можно приручить, взяв морковь. Крабов нужно гонять, пока те не устанут. Также есть место для мини-наборов, бар, большие часы (если повернуть штурвал, находящийся рядом, можно изменить время суток в порту), дом Тиа Дальмы, кинотеатр. В доме Тиа Дальмы можно создавать своих персонажей из частей имеющихся. Ими можно управлять и в порту, и на уровнях.
Все вами приобретённые персонажи могут свободно перемещаться по порту.

## Система покупки персонажей
Система покупки персонажей потерпела значительные изменения в отличие от старых игр Lego. Теперь, чтобы купить персонажа, нужно не просто набрать детальки и идти в бар или куда-либо ещё, а нужно этого персонажа искать по всему Порт-Роялю и, если этот персонаж вдобавок является отрицательным героем, то нужно сразиться с ним.

## Отзывы
| Сводный рейтинг | Сводный рейтинг | Сводный рейтинг | Сводный рейтинг | Сводный рейтинг |
| Издание         | Оценка          | Оценка          | Оценка          | Оценка          |
| Издание         | 3DS             | PS3             | Wii             | Xbox 360        |
| --------------- | --------------- | --------------- | --------------- | --------------- |
| GameRankings    | 74,00 %         | 74,96 %         | 74,08 %         | 74,75 %         |